# Nueva Esperanza, Oxchuc
Nueva Esperanza är en ort i Mexiko.   Den ligger i kommunen Oxchuc och delstaten Chiapas, i den sydöstra delen av landet, 800 km öster om huvudstaden Mexico City. Nueva Esperanza ligger 1 568 meter över havet och antalet invånare är 156.
Terrängen runt Nueva Esperanza är lite bergig. Runt Nueva Esperanza är det ganska tätbefolkat, med 75 invånare per kvadratkilometer. I omgivningarna runt Nueva Esperanza växer i huvudsak städsegrön lövskog.